# Мирный (Владимирская область)
Мирный — посёлок в Камешковском районе Владимирской области России, входит в состав Второвского муниципального образования.

## География
Посёлок расположен в 2 км на север от центра поселения села Второво и в 22 км на юго-запад от райцентра Камешково.

## История
Возник как посёлок при Второвском торфопредприятии, образованном в 1919 году. В соответствии с приказом районного отдела народного образования от 25 августа 1923 года в посёлке была открыта начальная школа. В январе 1961 года перед учениками открылись двери здания новой школы.
В 1965 году посёлок центрального участка Второвского торфопредприятия был переименован в посёлок Мирный Второвского сельсовета, в 1966 году к нему присоединен посёлок участка № 2 Второвского торфопредприятия.
С 2005 года посёлок Мирный в составе Второвского муниципального образования.

## Население
| 2002 | 2010 | 2021 |
| ---- | ---- | ---- |
| 761  | ↘611 | ↗629 |

## Инфраструктура
В посёлке имеются Мирновская средняя общеобразовательная школа, дом культуры, Второвская врачебная амбулатория, отделение федеральной почтовой связи

## Экономика
В посёлке расположено Второвское торфопредприятие.